# Inis Mhic Aoibhleáin
Inis Mhic Aoibhleáin (engelska: Inishvickillane) är en ö i republiken Irland.   Den ligger i grevskapet Ciarraí och provinsen Munster, i den sydvästra delen av landet, 300 km väster om huvudstaden Dublin. Arean är 0,69 kvadratkilometer.
Terrängen på Inis Mhic Aoibhleáin är kuperad. Öns högsta punkt är 125 meter över havet. Den sträcker sig 1,3 kilometer i nord-sydlig riktning, och 1,8 kilometer i öst-västlig riktning.
På ön finns flera ruiner och ett hus byggdes på 1970-talet av Irlands dåvarande regeringschef Charles Haughey, som ägde ön. 